# Catilostenus nigroviolaceus
Catilostenus nigroviolaceus är en stekelart som beskrevs av A.A. Meunissier 1888. Catilostenus nigroviolaceus ingår i släktet Catilostenus och familjen Eumenidae. Inga underarter finns listade.